# Juraj Jarábek
Juraj Jarábek (* 3. října 1962 Trnava) je slovenský fotbalový trenér a bývalý fotbalista. Naposledy vedl český klub MFK Karviná.
Jeho otec Stanislav Jarábek je bývalý fotbalista a fotbalový trenér.

## Fotbalová kariéra
V československé lize nastoupil v 1 utkání za Duklu Banská Bystrica. Působil mj. také v klubech FTC Fiľakovo a FK Senica.

## Ligová bilance
| Ročník                                   | Zápasy | Góly | Klub                  |
| ---------------------------------------- | ------ | ---- | --------------------- |
| 1. československá fotbalová liga 1984/85 | 1      | 0    | Dukla Banská Bystrica |
| 1. LIGA CELKEM                           | 1      | 0    |                       |

## Trenérská kariéra
Na Slovensku trénoval ŠK Blava Jaslovské Bohunice, FC ViOn Zlaté Moravce a FC Spartak Trnava.
ViOn Zlaté Moravce dovedl v roce 2010 k postupu do 1. slovenské ligy.
V lednu 2016 se stal trenérem gruzínského klubu FC Dinamo Tbilisi a v témže roce jej dovedl k zisku ligového titulu. V listopadu 2016 v Dinamu společně s asistenty skončil, nepodařilo se naplnit cíle vedení klubu (postup do základní skupiny Ligy mistrů UEFA nebo Evropské ligy UEFA). 
Jarábek se vrátil v roce 2016 na Slovensko a převzal A-tým FC ViOn Zlaté Moravce – Vráble, úkolem bylo zachránit mužstvo v nejvyšší lize.
Jarábek vedl od listopadu 2019 do března 2021 Karvinou. V prvoligové sezoně 2019/20 s ní obsadil 14. místo. Při svém působení v klubu, které trvalo 16 měsíců, si vydobyl velké renomé a podle mnohých odborníků byla chyba, že ho netrpěliví šéfové klubu  v březnu 2021 odvolali.
V březnu 2023 se stal hlavním trenérem černohorského klubu Dečič Tuzi. Své angažmá v klubu ukončil na konci září 2023 kvůli nabídky z Karviné.
Dne 27. září 2023 byl představen jako nový trenér MFK Karviná. Jarábek nahradil odvolaného Tomáše Hejduška, jenž skončil po domácí porážce 0:1 s Teplicemi v 8. kole. Dne 12. března 2024 byl po sérii 11 zápasů bez vítězství odvolán.